# 91213 Botchan
91213 Botchan este un asteroid din centura principală de asteroizi.

## Descriere
91213 Botchan este un asteroid din centura principală de asteroizi. A fost descoperit pe 22 decembrie 1998 la Kuma Kogen de Akimasa Nakamura. Asteroidul prezintă o orbită caracterizată de o semiaxă mare de 2,18 ua, o excentricitate de 0,17 și o înclinație de 4,5° în raport cu ecliptica.